# 石克強
石克強（英語：KC Shih，1941年—），生於中華民國河北省石家莊村（今中華人民共和國河北省石家庄市），企業家，擁有台灣與美國雙國籍，為智原科技與創意電子創辦人。是台灣最早從事IC設計服務領域的先驅。

## 生平
因國共內戰，1948年隨父母來到台灣，居住在台中。在台中一中畢業後，進入中原大學物理系，於1962年取得物理學士。隨後至美國留學，取得麻薩諸塞大學電機學士，以及麻省理工學院電機碩士。
畢業後進入矽谷工作，創辦Suntech，從事工作站製造，獲得宏碁電腦的投資。1990年回台灣，接任益華電腦（Cadence）台灣區總經理。他希望創辧以單晶片為主的公司，在獲得聯電董事長曹興誠與總經理宣明智的支持下，於1993年創辦智原科技，任首任總經理。
1997年，與鈺創科技董事長盧超群、清華大學研發長林永隆，共同創辦創意電子，進入SoC設計服務。創業初期並不順利，在第四年後才開始有盈收。2003年獲得台積電投資。
2005年，以創意電子執行長身份，推動台灣第一個矽智財交易中心。
因為何薇玲投資全球一動失利，債權人尹衍樑於2018年向法院申請查封石克強與何薇玲的住宅資產。在解決債務紛糾後，石克強與何薇玲移居中國上海。兩人在中國創辦芯联芯公司。

## 家庭
其妻何薇玲。